# Prstenastorepi lemur
Prstenastorepi lemur (Lemur catta) je veliki polumajmun koji pripada porodici Lemuridae. Živi samo na Madagaskaru. Zbog stalnog gubitka staništa, ovi lemuri su ugrožena vrsta, iako su najbrojniji od svih lemura u zoološkim vrtovima gdje se uspješno razmnožavaju.
U Hrvatskoj ovi lemuri žive u Zoološkom vrtu grada Zagreba i Zoološkom vrtu i akvariju grada Osijeka.

## Izgled
Većinom su sive boje s bijelim krznom s unutrašnje strane. Imaju usko lice bijele boje s crnim šarama oko očiju i crnu njušku nalik lisičjoj. Njihova glavna odlika jest dugačak, kitnjast, crno-bijeli rep. Kao i ostali lemuri i prstenastorepi imaju duže i veće stražnje udove od prednjih. Dlanovi i tabani su obloženi mekom kožom. Imaju tanke prste na kojim se nalaze ravni, oštri nokti. Ovi lemuri imaju pandže na drugom nožnom prstu koje imaju ulogu u čišćenju krzna. Mlade jedinke imaju plave oči, dok su oči odraslih upadljivo žute boje. Odrasli dostižu dužinu tijela do 46 centimetara i težinu do 2.7 kg. Repovi su im duži od tijela i mjere do 56 cm.

## Prehrana i stanište
Prvenstveno se hrane voćem (70%), ali mogu jesti i lišće, biljni sok, koru drveta i cvijeće.
Prstenastorepi lemuri žive u jugozapadnom dijelu Madagaskara. Nastanjuju listopadne šume, te šume koje rastu duž obala rijeka. Neki naseljavaju i mokra šipražja gdje nema puno drveća. Ovi lemuri zahtijevaju život u netaknutim šumama, tj. u onim šumama gdje nema ljudskih aktivnosti.

## Ponašanje i razmnožavanje
Prstenastorepi lemuri su dnevne životinje i žive podjednako i na kopnu i na drveću. Formiraju grupu od po 25 jedinki. Društvena hijerarhija je određena spolom. Ženke su dominantne nad mužjacima i nastoje da mužjaci budu udaljeniji od grupnih aktivnosti. Mužjaci se smjenjivaju među grupama na otprilike svakih 3 i pol godine. Teritorij im se obično preklapa s teritorijima drugih grupa lemura. Vrijeme provode na kopnu najviše od svih ostalih vrsta lemura.
Sezona parenja traje od travnja do lipnja, kada je ženka „u tjeranju" otprilike 24-28 sati. Trudnoća traje oko 146 dana, kada se rađa jedno ili dva mlada. Mladunčad počinje jesti čvrstu hranu poslije dva mjeseca života, a poslije pet mjeseci su potpuno odgojeni.
Mužjaci dostižu spolnu zrelost s 2 i pol godine, dok ženke već s 19 i pol mjeseci.